# Vluchtroute (hoorspel)
Vluchtroute is een hoorspel van Wim Hazeu. De NCRV zond het uit op vrijdag 6 november 1970. Het hoorspel werd herhaald op vrijdag 17 september 1971. De regisseur was Wim Paauw. De uitzending duurde 52 minuten.

## Rolbezetting
- Tonny Foletta (oude man)
- Elisabeth Versluys (oude vrouw)
- Joke Hagelen (Mabel, hun dochter)
- Jan Borkus (eerste piloot)
- Hans Karsenbarg (tweede piloot)
- Peter Aryans (een boordschutter)
- Willy Brill (vrouw van eerste piloot)
- Fé Sciarone (Olga, vriendin van tweede piloot)

## Inhoud
De Tweede Wereldoorlog loopt op zijn einde. De vluchtroute van een eskader bommenwerpers voert over een huisje langs de grens. De bewoners, een oudere man en zijn vrouw, horen de motoren van de overvliegende vliegtuigen. De man is invalide geworden door een ongeluk. Hij is verbitterd en eenzaam. Zijn enige steun vindt hij nog in zijn dochter Mabel. Met zijn vrouw kan hij amper meer tot een zinnig gesprek komen. Ooit stortte een toestel neer in hun buurt en verborgen ze de boordschutter in hun huis. Die had korte tijd een liefdesaffaire met hun dochter Mabel, die zwanger werd. Haar ouders trokken zich dit erg aan. Nu maakt diezelfde boordschutter samen met twee piloten een nieuwe bombardementsvlucht en hij vertelt hen over zijn affaire met Mabel. Het toestel wordt opnieuw neergeschoten en nu is het de eerste piloot, die bij de ouders onderdak vindt. Daar merkt hij de gevolgen van de liefdesaffaire…